# أدريان لوزانو
أدريان لوزانو (بالإسبانية: Adrián Lozano)‏ هو لاعب كرة قدم مكسيكي في مركز الوسط، ولد في 8 مايو 1999 في توريون في المكسيك. لعب مع سانتوس لاغونا.

## وصلات خارجية
- أدريان لوزانو على موقع قاعدة بيانات كرة القدم.إي يو (الإنجليزية)
- أدريان لوزانو على موقع Soccerway.com (الإنجليزية)
- أدريان لوزانو على موقع GSA (الإنجليزية)